# Arichanna interruptaria
Arichanna interruptaria là một loài bướm đêm trong họ Geometridae.